# Вижн
Вижн (англ. Vision, существуют варианты перевода имени Вижен и Видение), также известный как Виктор Шейд (англ. Victor Shade) — персонаж, робот-андроид из комиксов издательства Marvel Comics, участник команды Мстителей.
Пол Беттани играет Вижна в фильмах Кинематографической вселенной Marvel:« Мстители: Эра Альтрона» (2015), «Первый мститель: Противостояние» (2016) и «Мстители: Война бесконечности» (2018), а также в сериале Disney+ «Ванда/Вижн» (2021).

## История публикаций
Вижн был создан писателем Роем Томасом и художником Джоном Бьюсема, и впервые появился в The Avengers #57 (октябрь 1968). Он стал членом команды Мстителей, и появлялся на полу-регулярной основе до # 500 (сентябрь 2004), когда персонаж был предположительно уничтожен. Вижн с другими Мстителями и женой Алой Ведьмой появляется в ограниченной серии Vision and the Scarlet Witch #1-4 (ноябрь 1982 — февраль 1983), созданной писателем Биллом Мантло и художником Риком Леонарди. За этим последовал второй том номеров # 1-12 (октябрь 1985 — сентябрь 1986), написанных Стивом Инглхартом и нарисованных Ричарда Хауэллом. Десять лет спустя Вижн появился в сольной ограниченной серии Vision # 1-4 (ноябрь 1994 — февраль 1995), созданной писателем Бобом Харрасом и художником Мэнни Кларком. Почти через десять лет после этого вышел второй выпуск (октябрь 2002 — январь 2003), написанный Джеффом Джонсом и нарисованный Айваном Рейсом.

## Биография
Вижн был создан злым роботом Альтроном для борьбы со своими создателями Хэнком Пимом и Джанет ван Дайн, являющихся членами Мстителей. Основой для Вижна послужили остатки оригинального Человека-факела, супергероя-андроида 1940-х годов. Живая машина была запрограммирована нейронными процессорами с моделью мозга, заряженного ионами супергероя Чудо-человека, также Вижну были имплантированы контролирующие кристаллы, чтобы держать его в повиновении.
Альтрон отправил Вижна против Мстителей, и это было во время первой его встречи с супергероиней Осой, которая придумала название синтезоид. Движимый Мстителями, Вижн предал свою программу и помог команде супергероев победить своего расчётливого создателя.
Вижн служил с Мстителями несколько лет, стоя с товарищами по команде против врагов. У андроида появились романтические отношения с героиней Алой Ведьмой, что превратилось в настоящую любовь и брак. Молодожёны оставили Особняк Мстителей, чтобы жить спокойной жизнью в Нью-Джерси.
Он стал стремиться создать новый золотой век на Земле, захватив контроль над компьютерами и оборонными системами мира. В конечном счёте, Вижн вернулся к форме, разрывая свои подключения к банкам данных планеты и извлекая контролирующие кристаллы из механизированного ума. На волне кризиса народы Земли стали рассматривать его как высокий уровень угрозы безопасности. Правительственные оперативники похитили и демонтировали Вижна, стерев ему память. Алая Ведьма и Мстители вернули компоненты своего товарища по команде, а Хэнк Пим восстановил и перепрограммировал андроида. Учёный загрузил файлы из компьютера Мстителей в нейронные процессоры синтезоида, но Чудо-человек отказался дать новые элементы своего мозга. Таким образом, Вижн вернулся к существованию без человеческих эмоций, не в силах даже вспомнить свою любовь к жене.
Вижну со временем загрузили новый набор моделей мозга. Хотя он помнит своё время с Алой Ведьмой, он решил не пытаться мириться с ней. Желая испытать человеческие эмоции в полном объёме, синтезоид сделал усилия по изучению аспектов его личности отдельно от тех, которые запрограммировал ему Пим.
Когда Алая Ведьма потеряла контроль над своими силами и сошла с ума, убив многих из Мстителей, Вижн был разорван разъярённой Женщиной-Халк. Он не подлежал ремонту и поэтому был помещён в хранилище.
Вижн был восстановлен молодым супергероем Железным человеком, который стремился объединить команду Мстителей, чтобы помочь ему победить Канга, для чего он скачал программы Вижна в свою броню. Когда Железный парень оставил броню в попытке сбежать от Канга, Вижн ещё раз ожил и взял броню под свой контроль.

## Силы и способности
Солнечный камень на лбу Вижна поглощает окружающую солнечную энергию, чтобы обеспечить необходимую мощность для его функций, и он также способен выпускать эту энергию в виде оптических пучков, благодаря чему может стрелять пучками инфракрасного и микроволнового излучения. В крайнем случае он может выполнять эту же способность через свой камень, который значительно усиливает разрушительные последствия, хотя и ценой большей потери своих ресурсов.
Вижн также обладает способностью манипулировать плотностью своего тела, которая на самом низком уровне позволяет ему летать и фазировать сквозь объекты, а на самом высоком обеспечивает его сверхчеловеческой силой и твёрдостью.
Являясь роботом, имеет возможность взаимодействовать с компьютерами и информационными сетями. Также обладает сверхчеловеческим интеллектом, рефлексами и чувствами. Способен на самостоятельный ремонт и восстановление.

## Другие версии

### Mainframe
Версия Вижна, названная Mainframe, является главной операционной системой всей планеты и хранителем щита Капитана Америки. Вскоре он присоединяется к Стражам Галактики.

### MC2
Старая версия Вижна с современными возможностями появляется в Spider-Girl во вселенной MC2. Персонаж является советником Президента Соединённых Штатов и присоединяется к молодым героям A-Next, версию Мстителей будущего.

### Ultimate
Персонаж дебютирует в ограниченной серии Ultimate Nightmare, опубликованной под грифом Ultimate Marvel. Эта версия оказывается женщиной. Альтернативные группы вселенной Ultimates и Люди Икс Ultimate обнаруживают повреждённого разумного робота, который утверждает, что ближайший перевод его имени на английский язык — «Vision». Робот предупреждает о приходе захватчика из космоса, известного как Га Лак Тус, Пожиратель Миров.
Вижн показана в одноимённой ограниченной серии, включая столкновение с организацией АИМ с Джорджем Тарлтоном в главе, вместе с размышлениями о её прошлой жизни с участием агента Щ. И. Т. доктора Сэма Уилсона.
Позже Хэнк Пим создаёт робота на основе Вижна под названием Вижн-2, которого вместе с другим роботом Альтроном безуспешно пытается продать Нику Фьюри, как замену супер-солдатам Щ. И. Т. Они в дальнейшем используются Пимом, чтобы напасть на Освободителей.

### Последняя история Мстителей
Ограниченная серия The Last Avengers Story расположена в альтернативном будущем, где Вижн имеет двух сыновей от Алой Ведьмы, которая умерла в случайной стычке между андроидом и её братом Ртутью. Эта версия Вижна объединяет выживших Мстителей в борьбе против злодеев Канга и Альтрона.

### Зомби Marvel
В ограниченной серии Marvel Zombies 3 Вижн был частично демонтирован и использовался Кингпином как средство связи. Персонаж по-прежнему был влюблен в зомбированную Алую Ведьму.

### Home of M
В сюжетной линии House of M, Вижн был теоретической конструкцией для новой модели робота-стража от Говарда Старка. Когда роботы поступили в массовое производство, никто не проверил кодировку, которая включает в себя схему коррекции, которая позволила ему использовать их в качестве личной армии. В конце концов, все они были быстро уничтожены.

## Вне комиксов

### Кинематографическая вселенная Marvel
- Роль Вижна в кинематографической вселенной Marvel исполнил Пол Беттани, ранее озвучивающий ДЖАРВИСа в английских версиях фильмов «Железный человек», «Железный человек 2», «Мстители» и «Железный человек 3».
- В «Мстители: Эра Альтрона» Вижн был создан Альтроном при помощи вибраниума, технологии доктора Чо и Камня разума. Альтрон планировал использовать его как своё будущее тело, но робот был выкраден Мстителями и доработан Тони Старком и Брюсом Беннером. Они вместили в его тело матрицу компьютерного интеллекта ДЖАРВИСа, желая создать альтернативу Альтрону. Созданию робота пытались помешать Капитан Америка вместе с Ртутью и Алой ведьмой, но в итоге Тор при помощи Мьёльнира завершает процесс. Созданный андроид называет себя Вижн и присоединяется к Мстителям, чтобы остановить Альтрона. В битве в Соковии после продолжительных боёв Вижн «стирает» Альтрона из сети, позже встречается с последним роботом, в которого вселился разум Альтрона, и после короткого разговора уничтожает его. В конце фильма появляется вместе с другими новыми членами Мстителей.
- В фильме «Первый мститель: Противостояние» Вижн выступает за регистрацию, и оказывается на стороне Железного человека, но в то же время очень сильно заботится о своей возлюбленной — Ванде, принявшей другую сторону. Принимает участие в битве в аэропорту, в ходе которой по ошибке сбивает Воителя, когда тот преследует квинджет, угнанный Роджерсом и Барнсом.
- В фильме «Стражи Галактики. Часть 2» появляется другая версия Вижна — Мейнфрейм, которую озвучивает певица Майли Сайрус.
- Пол Беттани повторил роль Вижна в фильме «Мстители: Война Бесконечности». Он становится объектом охоты Таноса, желающего получить Камень разума. Сначала подвергается атаке членов Чёрного Ордена в Шотландии, но был спасён Капитаном Америка, Соколом и Чёрной вдовой. Затем Мстители прилетают в Ваканду, где Шури пытается извлечь Камень без вреда для Вижна. В итоге, когда в Ваканду явился сам Танос, Алая ведьма уничтожает камень, а вместе с ним и самого Вижна. Но Танос перемотал время с помощью Камня времени, восстанавливая их, и выдернул камень изо лба, убив Вижна.
- Пол Беттани вернулся к роли Вижна в сериале «Ванда/Вижн», где появился в дуэте с Вандой Максимофф (Элизабет Олсен). Действия сериала происходят после фильма «Мстители: Финал».

### Полнометражные мультфильмы
- В полнометражном мультфильме «Новые Мстители: Герои завтрашнего дня» Вижна озвучил Шон МакДональд. Здесь Вижн является одним из немногих Мстителей, выживших после атаки Альтрона, однако большую часть мультфильма проводит в отключённом состоянии[8].

### Мультсериалы
- В мультсериале «Фантастическая Четвёрка» 1994—1996 годов Вижн появляется в качестве камео вместе с другими Мстителями в серии «Битва с Живой планетой».
- Вижн появляется в качестве постоянного персонажа в мультсериале «Мстители. Всегда вместе», где его озвучил Рон Рубин[9]. Был создан Альтроном для уничтожения Мстителей, но позже присоединился к ним после того, как в него вживили части мозга Чудо-человека, тяжело раненного им же.
- В мультсериале «Мстители: Могучие герои Земли» Вижн появился во втором сезоне, где его озвучил Питер Джессоп[10][11]. Он, как и в комиксах, был создан Альтроном и первоначально являлся противником Мстителей. Позже перешёл на сторону добра, присоединился к команде супергероев и помогал им в борьбе с такими угрозами, как Пурпурный человек, Крии и Галактус.

### Видеоигры
- Вижн является одним из четырёх игровых персонажей в игре «Captain America and the Avengers»[12].
- Вижн появляется как вспомогательный персонаж в игре «Avengers in Galactic Storm».
- Вижн, озвученный Роджером Роузом, является неиграбельным персонажем в «Marvel: Ultimate Alliance».
- Вижн является играбельным персонажем в игре «Marvel Super Hero Squad».
- Вижн появляется в игре «Marvel: Avengers Alliance».
- Вижн, озвученный Дэйвом Виттенбергом, появляется в массовой многопользовательской ролевой онлайн-игре «Marvel Heroes». Он станет играбельным персонажем с 2015 года[13].
- Вижн является играбельным персонажем в Marvel: Future Fight на Android и iOS.
- Вижн является играбельным персонажем в Marvel: Contest of Champions на Android и iOS.
- Вижн является играбельным персонажем в Marvel: Strike Force на Android и iOS.
- Вижн является играбельным персонажем в Lego Marvel’s Avengers.
- Вижн появляется в Lego Marvel Super Heroes 2.